# Полковникові ніхто не пише
Полковникові ніхто не пише (ісп. El coronel no tiene quien le escriba) — роман колумбійського письменника Габріеля Гарсія Маркеса, лауреата Нобелівської премії з літератури і Нейштадтської літературної премії. Вперше опублікований в 1961 році.

Історія розповідає про старого полковника у відставці, ветерана громадянської війни, який змушений жити в злиднях зі своєю дружиною на околиці невеликого колумбійського містечка. Багато років він чекає листа зі столиці з приводу пенсії, яка має бути надана йому як ветеранові війни, але полковникові ніхто не пише.

## Екранізації
У 1999 році роман екранізував режисер Артуро Ріпштейн.

## Культурний вплив
- Пісню «El coronel no tiene quien le escriba» написав іспанський (циганський) музикант Ель Лебріано (Хуан Пенья Фернандес, 1941—2016).[2]

## Переклади українською
- Габріель Гарсіа Маркес. Полковникові ніхто не пише./ Пер. з ісп. Женев'єва Конєва, Лев Олевський. // Журнал «Всесвіт», №3, 1972.
- Габріель Гарсіа Маркес. Полковникові ніхто не пише / Пер. з ісп. Ж. Конєвої та Л. Олевського // Латиноамериканська повість. — К.: Дніпро, 1978.
- Ґабріель Ґарсіа Маркес. Полковникові ніхто не пише./ Пер. з ісп. Лев ОЛЕВСЬКИЙ, Женев'єва КОНЄВА. — К.: Видавничий дім «Всесвіт», 2004. — С. 395—446. //Ґабріель Ґарсіа Маркес. Сто років самотності: Роман. Повісті. Оповідання.nbsp;— К.: Видавничий дім «Всесвіт», 2004. — 616 с.